# El Estado Catalán
El Estado Catalán fou un diari en castellà publicat a Barcelona (1869-1872) pels dirigents republicans catalans Valentí Almirall i Llozer i Gonçal Serraclara i Costa. Continuació d'El Federalista (octubre del 1868 - juliol del 1869), va canviar el nom per a destacar la seva defensa aferrissada del pacte de Tortosa de maig de 1869 i s'oposà al diari La Razón, portaveu dels republicans no federals.
Fou el portaveu oficial dels republicans federals catalans i un dels òrgans de premsa més influents del partit federal a l'Estat espanyol. Hi col·laboraren Antoni Altadill, Josep Lluís Pellicer i Cels Gomis. Va tenir una vida força agitada i a finals de setembre de 1869 foren detinguts Valentí Almirall, l'impressor Joan Tutau i Vergés i els redactors Emili Morros i Antoni Feliu i Codina. Durant el 1873 Almirall, Altadill, Feliu i Codina i Morros el van editar a Madrid amb la intenció d'intentar promoure canvis en el sistema polític de caràcter federalista, però fou acusat de separatista, insolidari i de defensar la indústria catalana.
El Estado Catalán va ser un diari en castellà amb edició de matí i de tarda publicat a Barcelona del 1869 al 1872 i a Madrid el 1873 pel polític federalista i republicà Valentí Almirall.

## Definició del diari
"Nuestro norte es la justicia, nuestras armas la verdad, nuestro consejero la conciencia y así marcharemos adelante y siempre adelante".

## Origen
La publicació neix de mans de Valentí Almirall, polític, advocat i periodista català que volia disposar d'una tribuna des de la qual defensar les seves idees republicanes, federalistes i catalanistes. El Estado Catalán serà la continuació d'El Federalista (octubre del 1868 a juliol del 1869) que havia nascut amb l'empenta de la revolució de 1868, quan s'havia destronat Isabel II.
Almirall anomenaria la seva publicació El Estado Catalán per mostrar el seu alineament amb el Pacte de Tortosa, promogut per ell mateix el maig del 1868. En aquest pacte s'havien unit les forces republicanes federals (no independentistes) de Catalunya, Aragó, el País Valencià i les Balears per convertir Espanya en un estat federal i preservar el contingut revolucionari del pronunciament del 1868. Igual que faria en el seu diari, el pacte rebutjava el separatisme i considerava que Catalunya només tornaria a ser pròspera en una Espanya lliure, federal i republicana.

## Etapes de la publicació

### Primers dos mesos, de juliol del 1869 a setembre de 1869
En aquesta primera etapa El Estado Catalán es reivindica com una publicació crítica, obertament federalista i republicana, i aconsegueix guanyar-se amb la seva honestedat un públic fidel, més humil que el que tenien els altres diaris del període.
Els articles que es publiquen mostren la voluntat de Valentí Almirall, que exerciria de director de la publicació, de convertir Espanya en una república federal on s'eliminin els problemes entre les diferents regions gràcies a la igualtat i a la protecció dels drets històrics de cada estat federat. Defensa les llibertats individuals i la necessitat de modernitzar la societat espanyola des de les seves més profundes arrels amb articles molt crítics en què defensa els valors revolucionaris que havien inspirat el pronunciament que havia derrocat Isabel II el 1868.
Amb aquest objectiu no dubta a criticar les autoritats que administraven la Revolució de Setembre (els considera reaccionaris) i per això arriba a publicar la declaració que la pàtria i la llibertat estaven en perill. Aquestes paraules tan indendiaries farien que les autoritats el detinguessin i el traslladessin a un vaixell-presó juntament amb dos redactors, Antoni Feliu Codina i Emili Morros. El 27 de setembre El Estado Catalán és clausurat per subversiu.

#### Desembre del 1869 a juny del 1870
Ja en llibertat, el desembre Almirall reprèn la publicació del diari i continua la seva tasca de denúncia i lluita per la justícia social. Alguns dels seus redactors segueixen a la presó i el seu impressor, Josep Tutau, és detingut per la publicació d'una proclama electoral publicada al diari. El Estado Catalán resulta trencador per les seves opinions i també per la polèmica que genera amb els seus continguts, que utilitza com a eina per fer reaccionar la societat. Alguns exemples en són la publicació per part de Josep Anselm Clavé, el febrer del 1870, de notícies relacionades amb tota mena de calendaris, ja fossin astronòmics, catòlics, jueus o mahometans. El març el diari engega una subscripció per donar suport a la manifestació contra les quintes que havien de tenir lloc entre els enderrocs de la Ciutadella. No només s'engega la subscripció, sinó que es publiquen les donacions fetes i les dedicatòries que fan els subscriptors, moltes d'elles en català.
Assaltat per les dificultats que les autoritats posen a la seva publicació, Almirall decideix unir forces amb La Razón el juny del 1870 per donar pas a l'Independiente, on signa juntament amb Clavé l'editorial fundacional.

##### Etapa de Madrid, de març a juliol del 1873
Després de ser elegit diputat a Madrid, Almirall decideix tornar a engegar El Estado Catalán, però aquesta vegada a la capital, per aconseguir que les seves idees fossin escoltades directament al centre del poder i així aconseguir transformar el sistema polític. Promou que Espanya adopti un model federal com el de Suïssa o els Estats Units, i que s'apliquin els principis de la Revolució Francesa. Desenganayat, l'onze de juliol de 1873 tanca la capçalera en adonar-se que el federalisme no és possible a Espanya i després de ser acusat de separatista i catalanista egoista. Les últimes paraules d'El Estado Catalán: <<lasciate ogni speranza>>.

## Redactors principals
- Antoni Feliu i Codina
- Emili Morros
- Lluís Carreras
- Antoni Altadill
- Josep Anselm Clavé
- Cels Gomis
- Martí Terrats
- Josep Lluís Pellicer
- Baldomer Lostau
- Josep Puig Pere
- Víctor Fructuós Simal
- Lluís Corbera Boada

## Característiques i format
Sense il·lustracions.
Edició del matí: gran foli, 4 pàgines a 4 columnes.
Edició de la tarda: quart de foli, 8 pàgines a 1 columna.